# Serghei Rogaciov
Serghei Rogaciov (Glodeni, 20 mei 1977) is een voormalig profvoetballer uit Moldavië, die als laatst speelde voor Dinamo Sint-Petersburg uit Rusland. De aanvaller begon zijn profloopbaan in 1993 bij Cristalul Fălești. Hij was driemaal topscorer in de hoogste afdeling van het Moldavische voetbal, de Divizia Națională, en werd in zijn vaderland tweemaal uitverkoren tot Moldavisch voetballer van het jaar (1996, 2001).

## Interlandcarrière
Rogaciov speelde in de periode 1996-2007 in totaal 52 keer voor het Moldavisch voetbalelftal en scoorde negenmaal voor de nationale ploeg. Hij maakte zijn debuut voor de nationale ploeg op 5 oktober 1996 in het WK-kwalificatieduel tegen Italië (1-3). Hij trad in dat duel na 78 minuten aan als vervanger van Radu Rebeja.

### Interlandgoals
| Interlanddoelpunten | Interlanddoelpunten | Interlanddoelpunten | Interlanddoelpunten   | Interlanddoelpunten | Interlanddoelpunten | Interlanddoelpunten |
| #                   | Datum               | Locatie             | Tegenstander          | Goal(s)             | Uitslag             | Wedstrijd           |
| ------------------- | ------------------- | ------------------- | --------------------- | ------------------- | ------------------- | ------------------- |
| 1                   | 04/02/2000          | Larnaca, Cyprus     | Litouwen              | 13'                 | 1 – 2               | Vriendschappelijk   |
| 2                   | 04/02/2000          | Larnaca, Cyprus     | Litouwen              | 76'                 | 1 – 2               | Vriendschappelijk   |
| 3                   | 16/08/2000          | Chisinau, Moldavië  | Malta                 | 45'                 | 1 – 0               | Vriendschappelijk   |
| 4                   | 04/02/2004          | Ramat Gan, Israël   | Israël                | 70'                 | 1 – 1               | Vriendschappelijk   |
| 5                   | 03/09/2005          | Chisinau, Moldavië  | Wit-Rusland           | 17'                 | 2 – 0               | WK-kwalificatie     |
| 6                   | 03/09/2005          | Chisinau, Moldavië  | Wit-Rusland           | 49'                 | 2 – 0               | WK-kwalificatie     |
| 7                   | 07/09/2005          | Chisinau, Moldavië  | Slovenië              | 31'                 | 1 – 2               | WK-kwalificatie     |
| 8                   | 07/10/2006          | Chisinau, Moldavië  | Bosnië en Herzegovina | 13'                 | 2 – 2               | EK-kwalificatie     |
| 9                   | 07/10/2006          | Chisinau, Moldavië  | Bosnië en Herzegovina | 32' (pk)            | 2 – 2               | EK-kwalificatie     |

## Erelijst
FC Olimpia Bălți
- Moldavisch voetballer van het jaar

1996
 Constructorul-93 Chisinau
- Moldavisch landskampioen

1997
- Topscorer Divizia Națională

1997 (35 goals)
 FC Sheriff Tiraspol
- Moldavisch bekerwinnaar

1999
- Topscorer Divizia Națională

1999 (21 goals), 2000 (20 goals)
 FK Saturn
- Moldavisch voetballer van het jaar

2001
 FK Aktobe
- Kazachs landskampioen

2007